# Fodina sogai
Fodina sogai là một loài bướm đêm trong họ Noctuidae.